# Domo-Farm Frites
Domo-Farm Frites was een Belgische wielerploeg die bestond van 2001 tot 2002. De cosponsor Farm Frites was de jaren daarvoor al actief als hoofd- dan wel als cosponsor van de Nederlandse TVM-wielerploeg. Domo-Farm Frites was in haar tweejarig bestaan vooral succesvol in de noordelijke koersen met winst in Parijs-Roubaix in 2001 (Knaven) en 2002 (Museeuw). Daarnaast won Virenque in 2002 de Tourrit met aankomst op de Mont Ventoux.
In 2003 ging de ploeg grotendeels op in de wielerploeg Quick·Step-Davitamon. Hoofdsponsor Domo sponsorde nadien nog twee jaar de Lotto - Domo-wielerploeg als cosponsor.

## Bekende renners
- Jeroen Blijlevens 2002
- Leif Hoste 2001–2002
- Andrej Kasjetsjkin 2001–2002
- Servais Knaven 2001–2002
- Robbie McEwen 2001
- Axel Merckx 2001–2002
- Johan Museeuw 2001–2002
- Nick Nuyens 2002
- Wilfried Peeters 2001
- Gert Steegmans 2001
- Bram Tankink 2001–2002
- Frank Vandenbroucke 2002
- Romāns Vainšteins 2001–2002
- Johan Vansummeren 2002
- Richard Virenque 2001–2002